# Olaf Stapledon
Olaf Stapledon (anglès: William Olaf Stapledon)  (Seacombe i Wallasey, 10 de maig de 1886 - Caldy, 6 de setembre de 1950) fou un filòsof i escriptor anglès de ciència-ficció. El 2014, va ser inclòs al Saló de la Fama de la ciència-ficció.
Objector de consciència a la Primera Guerra Mundial i doctor en filosofia per un treball sobre l'ètica, reflectí les seves inquietuds en les seves obres. Alguns dels temes recurrents són la ment comuna que agruparia totes les dels éssers vius (una variant de la teoria Gaia o de la consciència budista), la capacitat de transformar amb la tecnologia el cos i l'entorn i la necessitat de mantenir la integritat en un món creixentment insolidari.

## Biografia
Stapledon va néixer a Seacombe, Wallasey, a la península de Wirral a Cheshire, l'únic fill de William Clibbett Stapledon i Emmeline Miller. Els primers sis anys de la seva vida els va passar amb els seus pares a Port Said, Egipte. Va estudiar a l'Abbotsholme School i al Balliol College, a Oxford, on va adquirir un BA en Història Moderna (segona classe) el 1909, ascendit a un Màster en Arts el 1913. Després d'un breu període com a professor a la Manchester Grammar School, va treballar a les oficines d'enviament a Liverpool i Port Said de 1910 a 1912. De 1912 a 1915 Stapledon va treballar amb la branca de Liverpool de l'Associació Educativa dels Treballadors.
Durant la Primera Guerra Mundial va servir sota objecció de consciència en una unitat d'ambulàncies entre França i Bèlgica des de juliol de 1915 a gener de 1919; se li va concedir la Croix de Guerre per la valentia. Les seves experiències de guerra van influir en les seves creences pacifistes i la defensa d'un govern mundial. El 16 de juliol d'aquest any es va casar amb Agnes Zena Miller (1894-1984), una prima d'Austràlia amb la qual es va reunir per primera vegada el 1903 i amb qui va mantenir correspondència durant tota la Guerra des de la seva casa en Sídney. Van tenir una filla, Mary Sydney Stapledon (1920 -), i un fill, John David Stapledon (1923 -). El 1920 es van mudar a West Kirby, també en la península de Wirral, i el 1925 Stapledon va rebre el doctorat en filosofia per part de la Universitat de Liverpool. El 1929 va escriure el seu Modern Theory of Ethics, no obstant això aviat es va bolcar a la ficció amb la meta d'aconseguir un públic major. La seva novel·la Last and First Men, traduïda com a "Primera i última humanitat", o a vegades "Primer i últim home", va tenir un gran èxit i el va convèncer de fer-se un escriptor a temps complet.
Stapledon va rebre el títol de PhD en filosofia a la Universitat de Liverpool el 1925 i va utilitzar la seva tesi doctoral com a base per al seu primer llibre en prosa publicat, A Modern Theory of Ethics (1929). No obstant això, aviat es va dedicar a la ficció amb l'esperança de presentar les seves idees a un públic més ampli. El relatiu èxit de Last and First Men (1930) el va impulsar a convertir-se en escriptor a temps complet. Va escriure una seqüela, Last Men in London, i la va seguir amb molts més llibres tant de ficció com de filosofia.
El 1940 la família es va traslladar a una nova casa al veí suburbi de Simon's Field, a Caldy, a Wirral, i després de 1945 Stapledon va viatjar molt donant conferències; va visitar els Països Baixos, Suècia i França, i el 1948 va parlar en el Congrés d'Intel·lectuals per la Pau, a Polònia. Va assistir a la Conferència per a la Pau Mundial, celebrada a Nova York el 1949, sent l'únic britànic al qual se li va concedir una visa per a això. El 1950, es va integrar al moviment contra l'apartheid. Poc després, en acabar una setmana de conferències a París, va cancel·lar un previst viatge a Iugoslàvia i va tornar a la seva casa en Caldy, on va morir sobtadament d'un atac al cor. Va ser incinerat i la seva vídua i els seus fills van escampar les seves cendres en la sorra dels penya-segats sobre l'estuari del riu Dee, un dels llocs favorits de Olaf, que li va inspirar més d'una idea per als seus llibres.
Durant la Segona Guerra Mundial Stapledon va abandonar el seu pacifisme i va donar suport a l'esforç de guerra. Durant la guerra, Stapledon es va convertir en un defensor públic de J.B. Priestley i el Common Wealth Party d'esquerres de Richard Acland, així com el grup internacionalista britànic Federal Union. Va donar suport a l'aplicació de les recomanacions de l'Informe Beveridge i va parlar en la primera reunió pública del Left Book Club's «Readers“ and Writers” Group». Alguns comentaristes han qualificat a Stapledon de marxista, encara que Stapledon es va distanciar de l'etiqueta afirmant que «no sóc marxista, però he après molt dels marxistes, i no sóc antimarxista», encara que sí que es va referir a si mateix com a socialista.
Després de 1945, Stapledon va viatjar molt en gires de conferències, visitant els Països Baixos, Suècia i França, i el 1948 va parlar al Congrés Mundial d'Intel·lectuals per la Pau a Wroclaw, Polònia. Arthur C. Clarke, com a president de la Societat Interplanetària Britànica, li va convidar a donar una xerrada sobre els aspectes socials i biològics de l'exploració espacial. Va assistir a la Conferència per a la Pau Mundial celebrada a la ciutat de Nova York l'any 1949, l'únic britànic que va rebre un visat per fer-ho. El 1950 es va involucrar amb el moviment anti-apartheid. Després d'una setmana de conferències a París, va cancel·lar un viatge previst a la Iugoslàvia i va tornar a casa seva a Caldy, on va morir sobtadament d'un atac de cor.
Stapledon va ser incinerat al crematori de Landican. La seva vídua i els seus fills van escampar les seves cendres als penya-segats de sorra amb vistes a l'Estuari Dee, un dels seus llocs preferits que apareix en més d'un dels seus llibres. Stapledon Wood, al costat sud-est de Caldy Hill, porta el seu nom.

## Obra

### Ciència-ficció
Els Últims i Primers Homes ('Last and first men' en anglès) de 1930, narra la història futura de la humanitat al llarg de 2 mil milions d'anys, començant pels anys 30 i passant pel segle xxi.
La història comença amb els primers homes (Homo sapiens) amb diverses guerres en tot el planeta que culminen en la guerra xinès-estatunidenca entre la Xina i les nacions estatunidenques al voltant del segle 23. A això li segueix una pau que dura uns 4000 anys. Hi ha una caiguda en el salvatgisme fins aproximadament l'any 100.000 d. C. i l'ascens de la Patagònia que dura uns 15.000 anys. i un segon ocàs dels primers homes.
Uns 10 milions d'anys després, els segons homes superiors sorgeixen i lluiten contra els marcians, seguit d'un eclipsi que dura uns 40 milions d'anys. Són seguits pels tercers homes que construeixen els quarts o grans cervells que al seu torn creen els cinquens homes encara més grans.
Amb l'òrbita de la lluna decaient al voltant de l'any 400 milions dC. els cinquens homes es van a Venus, entren en guerra amb els nadius aquàtics del planeta i els exterminen després el terraformen però resulta un fracàs després són reemplaçats pels sisens homes, els setens homes que volen i els vuitens homes. L'augment de l'activitat de les erupcions solars obliga la vuitena generació a crear una novena generació per a colonitzar Neptú al voltant de l'any 1000 milions dC.
La civilització dels novens homes es desintegra i té un ascens lent que dura centenars de milions d'anys a partir del desè home, inclòs un període de fluctuació en els 14.º Homes. El desenvolupament de civilitzacions cada vegada més avançades ocorre al llarg de l'existència dels 15.º homes fins finalment el 18.º home, aproximadament 2.000 milions d'anys després acabant la història amb la destrucció del sistema solar a causa d'una supernova que xoco amb el Sol.
Stapledon estava fascinat pel concepte d'evolució, no sols biològica sinó també social i intel·lectualment. Va imaginar l'evolució de la intel·ligència i la consciència a escala còsmica. Stapledon tenia un profund sentit de la vastedad i complexitat de l'univers. Sovint descrivia el cosmos com un sistema immens i interconnectat, molt més allà de la comprensió humana.
Olaf Stapledon va influir directament en Arthur C. Clarke, Brian W. Aldiss, Stanisław Lem, C. S. Lewis i John Maynard Smith, i indirectament en molts altres, contribuint amb creatives i intel·ligents idees al món de la ciència-ficció, moltes d'aquestes inspirades pel seu profund interès per la filosofia. Star Maker, traduït com a Faedor d'estrelles —obra sobre la que Jorge Luis Borges va afirmar: «Faedor d'estrelles és, a més d'una prodigiosa novel·la, un sistema probable o versemblant de la pluralitat dels mons i de la seva dramàtica història»— conté la primera descripció coneguda de les esferes de Dyson. En aquest llibre, com també en Last and First Men i en altres novel·les, aborda temes com l'evolució biològica, la genètica, el cosmos, altres formes de vida i el desenvolupament de la intel·ligència i l'espiritualitat com a característiques de la vida.

### Literatura, història i psicologia
A més de la seva càtedra de filosofia en la Universitat de Liverpool, que actualment alberga l'arxiu Olaf Stapledon, Stapledon va impartir classes de literatura anglesa, història industrial i psicologia. Va escriure molts llibres de no-ficció sobre temes polítics i ètics, en els quals advocava pel creixement dels valors espirituals, que definia com aquells valors que expressen l'anhel d'una major consciència del jo en un context més ampli (personalitat-en-comunitat). El propi Stapledon va denominar els seus valors espirituals com a intel·ligència, amor i acció creativa. La seva filosofia va estar molt influenciada per Spinoza.
Stapledon era agnòstic, hostil cap a les institucions religioses, però no així cap a la cerca espiritual present en aquests corrents de pensament. Aquesta postura filosòfica no era compartida per H.G. Wells i va provocar un distanciament dels dos escriptors en aquest punt, com a mostra la correspondència que van mantenir.
El 2020 es va estrenar en el 70 Festival Internacional de Cinema de Berlín Last and First Men, debut com a director del compositor islandès Jóhann Jóhannsson, basada en la novel·la homònima de 1930 de Stapledon. George Pal va comprar els drets d′Odd John.
Al llarg de la seva vida va treballar també amb altres estils literaris, escrivint uns quants llibres sobre temes polítics i ètics, en els quals va advocar pel creixement dels valors espirituals, que va definir com els valors expressius d'un anhel per un estat de major consciència en cada individu, dins d'un context més ampli: la personalitat d'una comunitat.

## Obres

### Ficció
- Last and First Men: A Story of the Near and Far Future (1930) (ISBN 1-85798-806-X)
- Last Men in London (1932) (ISBN 0-417-02750-8)
- Odd John: A Story Between Jest and Earnest (1935) (ISBN 0-413-32900-3)
- Star Maker (1937) (ISBN 0-8195-6692-6). En català Creador d'estrelles, amb traducció d'Edgar Cotes i publicada a la col·lecció l'Arcà de l'Editorial Laertes.
- Darkness and the Light (1942) (ISBN 0-88355-121-7)
- Old Man in New World (short story, 1944)
- Sirius: A Fantasy of Love and Discord (1944) (ISBN 0-575-07057-9)
- Death into Life (1946)
- The Flames: A Fantasy (1947)
- A Man Divided (1950) (ISBN 0-19-503087-7)
- Four Encounters (1976) (ISBN 0-905220-01-3)
- Nebula Maker (drafts of Star Maker, 1976) (ISBN 0-905220-06-4)
- East is West (posthumous, 1979)

### No-ficció
- A Modern Theory of Ethics: A study of the Relations of Ethics and Psychology (1929)
- Waking World (1934)
- Saints and Revolutionaries (1939)
- New Hope for Britain (1939)
- Philosophy and Living, 2 volumes (1939)
- Beyond the "Isms" (1942)
- Seven Pillars of Peace (1944)
- Youth and Tomorrow (1946)
- Interplanetary Man? (1948)
- The Opening of the Eyes (ed. Agnes Z. Stapledon, 1954)

### Poesia
- Latter-Day Psalms (1914)

### Recopilacions
- Worlds of Wonder: Three Tales of Fantasy (1949)
- To the End of Time: the Best of Olaf Stapledon (ed. Basil Davenport, 1953) (ISBN 0-8398-2312-6)
- Far Future Calling: Uncollected Science Fiction and Fantasies of Olaf Stapledon (ed. Sam Moskowitz 1979 ISBN 1-880418-06-1)
- An Olaf Stapledon Reader (ed. Robert Crossley, 1997)